# Стрмиця (Шкофя Лока)
Стрмиця (словен. Strmica) — поселення в общині Шкофя Лока, Горенський регіон, Словенія. Висота над рівнем моря: 560,7 м.